# Gumbe
El gumbe o gumbé és un estil musical molt rítmic originari de Guinea Bissau. També se sent al Senegal, al Cap Verd, Gàmbia o Sierra Leone. L'instrument principal d'aquest ritme és la carabassa o simplement un tambor.
D'origen animista, aquesta música va néixer de la unió de certs ritmes tradicionals com el tina, tinga, brocxa, kussundé (del poble balanta), djambadon (mandienka) i kunderé (bijagós). Alhora animat i càlid, el gumbe de Guinea Bissau és també un cant dedicat als genis tutelars. Acompanya tots els esdeveniments de la vida social (naixement, matrimoni, defunció, circumcisió...). També és un mitjà de comunicació entre dos pobles pròxims.
Al llarg del temps, i igual que molts altres països de la comunitat PALOP, Guinea Bissau ha patit una influència musical significativa de Portugal (fado), però també de certs gèneres musicals d'Amèrica Llatina com la rumba o la cúmbia. El gumbe no es va fer popular fins que Ernesto Dabó va produir a Lisboa el tema M'Ba Bolama. Les cançons d'aquest estil són cantades en crioll, en portuguès o en algunes llengües africanes (per exemple en mandjak, pepel o balanta), i les seves lletres generalment fan referència a un tema social, a les relacions amistoses o amoroses, i de vegades fins i tot a qüestions polítiques.
Grups formats a Guinea Bissau com Super Mama Djombo, Cobiana Djazz o artistes com Nkassa Cobra, Tabanka Djaz o Naka Ramiro van tenir un paper clau en la modernització de l'estil durant els anys setanta. El gumbe es va convertir llavors en un mitjà d'expressió en la independència i lluites anticolonials fins al final de la colonització portuguesa a l'Àfrica occidental el 1974.